# Luciana Serra
Luciana Serra (née le 4 novembre 1946 à Gênes) est une soprano colorature italienne.

## Biographie
La première représentation notable de Luciana Serra a lieu en 1966 à l'Opéra National de Budapest, mais elle ne commence à être vraiment célèbre qu'à la fin des années 1970, quand elle prend des rôles de coloratura, dans le Lucia di Lammermoor, de Donizetti, et La Sonnambula de Bellini. Ses performances dans Le Barbier de Séville de Rossini en 1987 et Don Pasquale de Donizetti sont toujours citées en exemple pour la clarté de sa voix.
Elle est considérée comme l'héritière naturelle de Toti Dal Monte. Elle interprète également les rôles de Maria Callas, principalement dans les œuvres de Donizetti et Bellini. La clarté de sa voix convient particulièrement bien aux œuvres de Mozart et de Rossini. Elle enseigne de manière régulière, à de jeunes chanteurs en début de carrière, à la Villa Médicis à Rome et à l'Académie de La Scala à Milan.
Sa popularité atteint son sommet pendant les années 1980, quand elle prend le rôle de la Reine de la nuit (die Königin der Nacht) dans La Flûte enchantée (Die Zauberflöte), de Mozart, représentée au Royal Opera House de Londres. En 1988, Luciana Serra fait ses débuts au Wiener Staatsoper dans le rôle de la Reine de la Nuit, dans une nouvelle production de La Flûte enchantée dirigée par Nikolaus Harnoncourt et mise en scène par Otto Schenk.
Sa discographie inclut Le Barbier de Séville, Le voyage à Reims, Rigoletto, Don Pasquale, et La Flûte Enchantée. Ses interprétations sont toujours considérées comme admirables, car tous les genres de musique - de l'opéra tragique au plus comique, des airs les plus inchantables de Verdi aux mélodies de Rossini - conviennent à sa voix.

## Sources
- (en) Cet article est partiellement ou en totalité issu de l’article de Wikipédia en anglais intitulé « Luciana Serra » (voir la liste des auteurs).